# لوسي ألان
لوسي ألان (بالإنجليزية: Lucy Allan)‏ هي لاعبة كرة قدم أسترالية، ولدت في 30 يونيو 1991 في كانبرا في أستراليا. لعبت مع كانبيرا يونايتد.